# Abbazia del Santo Sepolcro e Santa Maria a Elmi
L'abbazia del Santo Sepolcro e di Santa Maria a Elmi, meglio nota come la Badia a Elmi, è situata nella località Badia a Elmi del comune di San Gimignano, quasi al confine con l'abitato di Certaldo, in provincia di Siena, nella diocesi di Volterra.
L'ex abbazia benedettina si trova lungo il tratto di fondovalle della via Francigena che congiungeva il castello di Ulignano a Castelfiorentino. L'essere intitolata al Santo Sepolcro faceva della badia una tappa fondamentale del pellegrinaggio gerosolimitano.

## Storia
Il più antico documento su questa abbazia è l'atto di fondazione redatto il 2 ottobre 1034. In tale atto il fondatore, Adelmo di Subbio, dona all'oratorio da lui fondato, un cospicuo numero di beni e di terre. Nello stesso documento è riportato che la badia era infra territurio de plebe Sanctae Marie sito Cellore.
Tutto il patrimonio di Adelmo, del fratello Rolando e della moglie Gisla, compresa la badia a Elmi vennero donate al vescovo di Volterra il 24 maggio 1042. Il vescovo di Volterra Guido concesse, il 17 dicembre 1061, all'abate Alberto il diritto di far seppellire nel cimitero della badia i morti della parrocchia di San Giovanni a Pulicciano. La regola del monastero era quella benedettina, ma nel 1073, il vescovo Erimanno, la concesse all'ordine Camaldolese. La donazione venne confermata prima da papa Alessandro II con una bolla del 24 marzo 1074, poi papa Gregorio VII la confermò a Rustico abate dei Camaldolesi.
Nel corso del XIII secolo l'autorità della badia crebbe ed estese la sua giurisdizione a diverse chiese, tra le quali si segnala quella di Sant'Andrea alla Pietra, e inoltre i suoi monaci fondarono altri eremi come quello di San Mariano a Montignoso (Gambassi Terme). Nelle decime del 1276 il monastero, nonostante avesse una solvenza di ben 32 lire risultando il secondo insediamento più ricco della diocesi volterrana, ottenne l'esenzione dal pagamento; nelle decime successive il reddito imponibile scese notevolmente.
Il 12 maggio 1421 la badia a Elmi e la vicina Badia a Cerreto vennero unite al monastero di Santa Maria degli Angeli, appartenente all'ordine Cistercense. Dopo questa unione tutto il complesso venne adibito ad uso agricolo, o meglio di magazzino, visito che vi venivano deposti i raccolti dei numerosi poderi di sua proprietà. Per lo svolgimento delle funzioni religiose era rimasto un solo sacerdote.
Nel 1576 in occasione della vista apostolica il complesso risulta: abatia simplex noncupata d'Elmi sub titolo Assumptionis B.M.V.. Nel secolo seguente la chiesa venne ridotta allo stato attuale divenendo solo un semplice oratorio dedicato a Santa Maria della Neve. La badia a Elmi venne soppressa ufficialmente nel 1652 e trasformata in villa padronale con cappella dedicata a santa Maria posta nel popolo della badia a Cerreto.
Una prima mole di restauri venne effettuata nel 1791 come conferma una lapide posta nel chiostro. Nel 1855 il complesso apparteneva all'Abbazia di San Giusto a Volterra.

## Descrizione
Attualmente non è facile identificare l'antica struttura monastica di Elmi a causa dei numerosi edifici che sono stati addossati al corpo abbaziale nel corso del tempo. Spicca una massiccia torre a pianta quadrata, aperta da una stretta feritoia nella fiancata settentrionale.

### Chiesa abbaziale

#### Esterno
La chiesa è situata nel fianco meridionale del complesso. Ha una pianta rettangolare conclusa da un'abside e conserva per intero il paramento murario realizzato tramite conci di arenaria.
La facciata a capanna è tripartita da quattro lesene, è intonacata ed è decorata, nei pressi della cuspide, con una serie di archetti pensili. La tribuna è caratterizzata dal volume dell'abside, la quale è aperta da due monofore a doppio sguancio poste in asse l'una con l'altra. Quella inferiore, con architrave a estradosso diritto, ha il compito di dare luce alla cripta mentre quella superiore, con architrave monolitico arcuato, ha il compito di illuminare l'interno della chiesa.

#### Interno
Nella controfacciata, sopra l'attuale finestra a campana, è visibile un'apertura circolare, forse originale, oggi tamponata. L'interno della chiesa è diviso sia orizzontalmente che verticalmente.
La prima parte anteriore, quella a cui si accede dal portale in facciata, è occupata dalla cappella. La parte retrostante, divisa da un muro, è stata a sua volta suddivisa in due piani: nel piano superiore oggi si trova una privata abitazione, mentre in quello inferiore oggi si trova un magazzino. Sempre nella parte inferiore sono visibili due aperture attraverso le quali era possibili accedere alla torre e al chiostro.

### Cripta
Il complesso abbaziale di Badia a Elmi conserva, intatta nella struttura originaria, la cripta romanica, unico esempio nel territorio della media Valdelsa. La cripta è stata utilizzata fino a dopo la seconda guerra mondiale come cantina e questo ha comportato la formazione di una patina scura sull'intera superficie muraria.
La cripta ha una pianta quadrata a tre navate concluse da absidi; il piano di calpestio è rialzato rispetto a quello originario e in corrispondenza della navata centrale sono visibili tre aperture, in origine utilizzate come ossari mentre la copertura è fatta con volte a crociera a tutto sesto con sottarchi poggianti su sei esili colonne monolitiche in arenaria e a queste corrispondono otto semicolonne in pietra poste sui muri perimetrali.
Ognuna delle tre campate ha le dimensioni di un quadrato perfetto. L'abside è composta da una campata quadrata affiancata da due semicolonne.
Le colonne hanno un semplice basamento circolare e un fusto concluso da un capitello troncoconico con sovrastante cornice. I pulvini sono di grandi dimensioni, assolutamente sproporzionati rispetto ai capitelli, e tutti sono scolpiti con decorazioni a due a due analoghe i cui temi sono geometrici e fitomorfi. Diversi i capitelli delle semicolonne, nessuno ha il pulvino ma tutti presentano un motivo a scudo. In un sottarco della parte absidale si trova una decorazione antropomorfa che per quanto molto consumata, mostra un volto umano e due braccia tese ad accompagnare la forma del capitello.